# Gare de Brive-la-Gaillarde
Gare de Brive-la-Gaillarde vasútállomás Franciaországban, Brive-la-Gaillarde településen.

## Vasútvonalak
Az állomást az alábbi vasútvonalak érintik:
- Orléans–Montauban-vasútvonal
- Coutras-Tulle-vasútvonal
- Brive-la-Gaillarde–Toulouse-vasútvonal
- Brive-Nexon-vasútvonal

## Kapcsolódó állomások
A vasútállomáshoz az alábbi állomások vannak a legközelebb:
- Gare de Gignac-Cressensac (Gare de Montauban-Ville-Bourbon, Orléans–Montauban-vasútvonal)
- Gare d’Allassac (Gare des Aubrais - Orléans, Orléans–Montauban-vasútvonal)
- Gare d’Aubazine - Saint-Hilaire
- Gare de Tulle
- Gare de Turenne
- Gare de Varetz
- Gare de La Rivière-de-Mansac